# Bayshore Boulevard
Der Bayshore Boulevard ist eine 7,2 km lange Straße in Tampa, Florida. Sie verläuft entlang der Hillsborough Bay in South Tampa. Von ihrem etwa drei Meter breiten Gehweg mit der Balustrade heißt es, er sei der längste durchgehende Gehweg der Welt. Auf knapp fünf Kilometern besteht eine Fahrradspur. Die Straße begleitet eine langgezogene Grünanlage.

## Verlauf

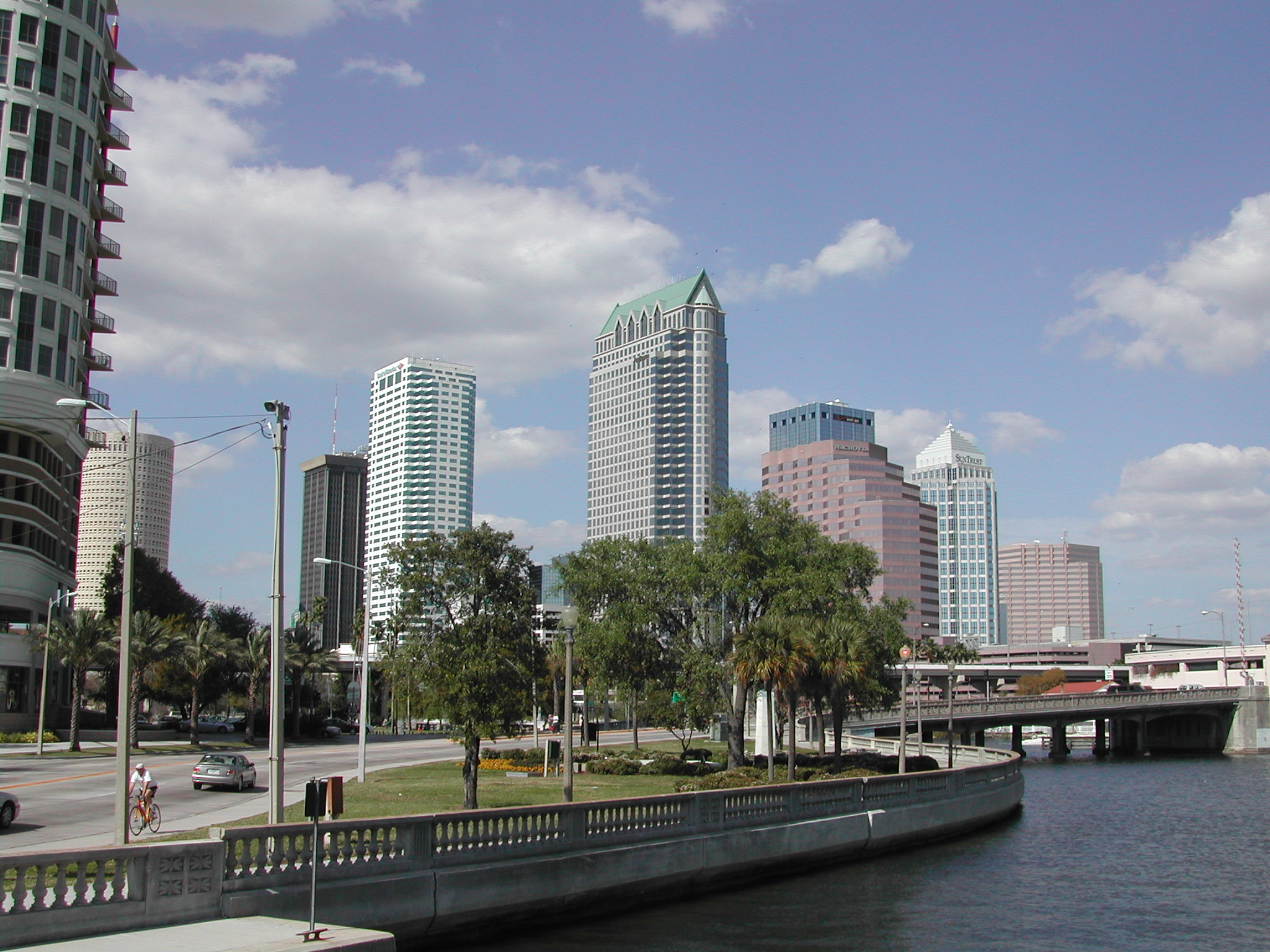
Bayshore Boulevard mit Downtown Tampa im Hintergrund

Der Bayshore Boulevard verläuft in Nord-Süd-Richtung entlang des westlichen Ufers der Hillsborough Bay. Die Straße beginnt im Norden an der West Brorein Street, unterquert unmittelbar darauf die mautpflichtige Autobahn Florida State Road 618 (Lee Roy Selmon Expressway oder auch Southern Crosstown Expressway) als zweistreifige Innerortsstraße. Von der Kreuzung mit der West Platt Street an hat die Straße jeweils zwei Fahrstreifen pro Fahrtrichtung. Es gibt in diesem Abschnitt keinen Mittelstreifen. Die durchgehende Strandpromenade beginnt unter den Rampen zum Davis Boulevard. Von hier ab umfasst die Straße außerdem jeweils drei Fahrstreifen pro Richtung, wobei der dritte Fahrstreifen teilweise als Abbiege- und Einfädelspuren dient und teilweise diese zusätzlich vorhanden sind.
Von der Kreuzung mit der South Rome Street an hat die Straße getrennte Richtungsfahrbahnen, der Mittelstreifen ist als Grünanlage ausgeführt. Ab der Kreuzung mit der South Howard Avenue entfällt in jede Richtung ein Fahrstreifen. An der Kreuzung mit der West Hawthorne Road endet schließlich die durchgehende Uferpromenade und etwas weiter südlich, am West Gandy Boulevard endet der Abschnitt mit den getrennten Richtungsfahrbahnen und vierstreifiger Verkehrsführung. Die unmittelbare Nähe des Ufers verlässt die Straße an der Abzweigung des Interbay Boulevard, von wo aus sie überwiegend durch Wohnbebauung weiter nach Süden in Richtung Mac Dill Air Force Base verläuft. Das Tor zur Luftwaffenbasis liegt südlich der Kreuzung mit dem Bayshore Trails Drive. Im südöstlichen Bereich des Militärstützpunktes endet die Straße schließlich.

## Zustand
Der Zustand der Straße wurde vor dem Hintergrund der für Ende August 2012 geplanten Republican National Convention von der Stadtverwaltung als ungenügend bewertet. Der Straßenbelag wies Schäden auf, und die Stadtverwaltung befürchtete, dass der Bayshore Boulevard ein schlechtes Licht auf die Stadt werfen würde, wenn die Stadt im Zusammenhang mit der Berichterstattung vom Parteitag der Republikanischen Partei erhöhte Medienaufmerksamkeit erlebt.
Die Stadt hat deswegen Mittel in Höhe von 1,5 Millionen US-Dollar bereitgestellt, um die Balustrade zu verbessern, die Landschaftsanlage des Mittelstreifens und die Radspuren hinzuzufügen, doch der Straßenbelag blieb holprig und in schlechtem Zustand. Der Beginn der Projektrealisierung führte zu Verkehrsbehinderungen. Die Radwege sollen die Nutzung der Promenade für Fußgänger und Jogger erleichtern, da sie dann den Gehweg nicht länger mit den Radfahrern teilen müssen. Die Pläne für das im März 2011 begonnene Projekt beinhalten auch den Rückbau von sechs auf vier Fahrstreifen in dem besonders stark befahrenen Abschnitt zwischen Davis Boulevard und South Howard Avenue.

## Belege

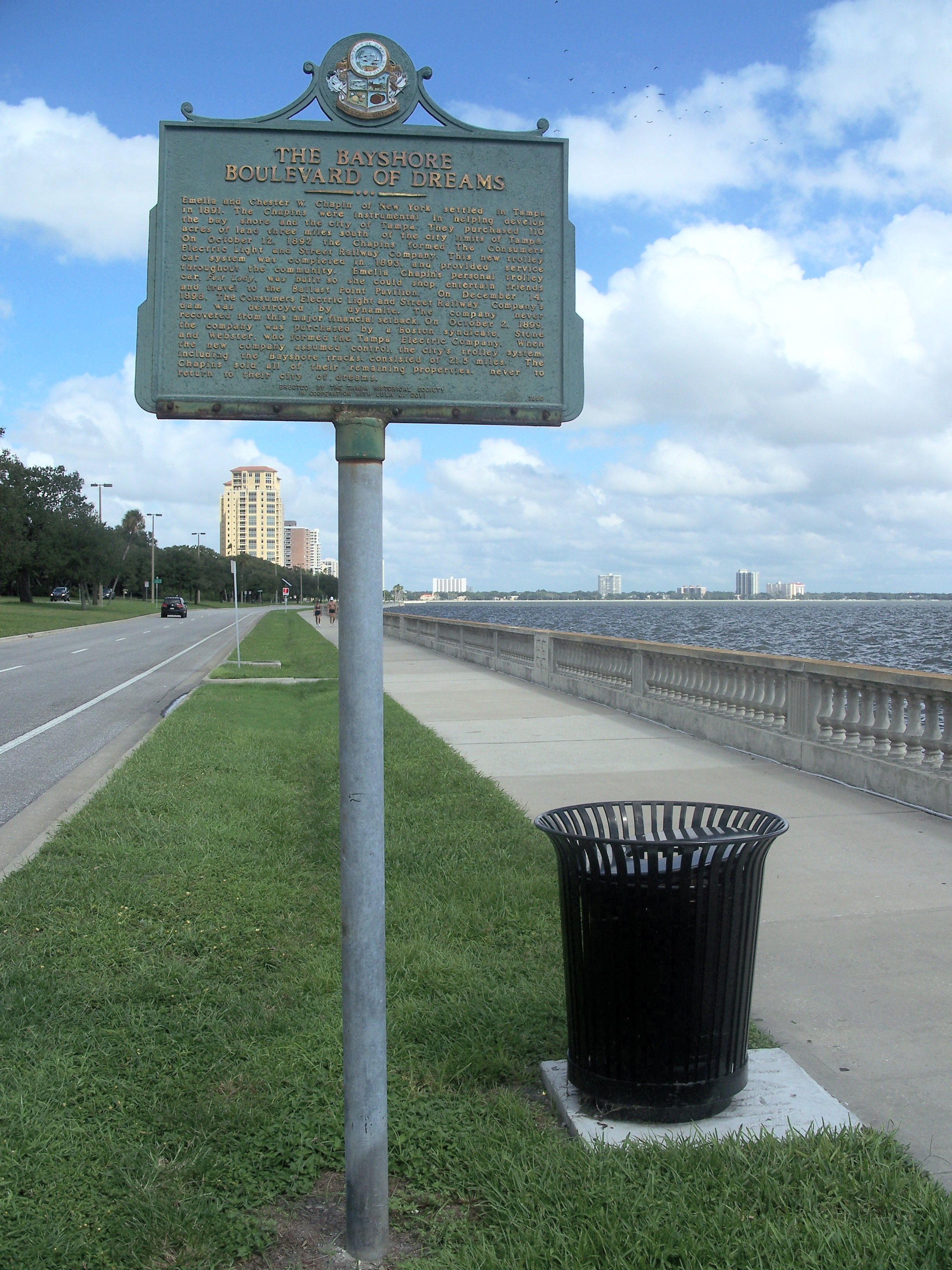
Gedenktafel

1. ↑  Bayshore Boulevard Linear Park. City of Tampa, archiviert vom Original am 9. Oktober 2011; abgerufen am 9. Februar 2012 (englisch).
2. ↑  Bayshore Boulevard Greenway. City of Tampa Parks and Recreation, archiviert vom Original am 26. September 2012; abgerufen am 9. Februar 2012 (englisch).
3. ↑  Richard Danielson:  Tampa’s Bayshore Boulevard criticized as too shabby for Republican National Convention (Memento des Originals vom 3. Februar 2013 im Webarchiv archive.today) In: Tampa Bay Times, 7. Januar 2012. Abgerufen am 14. Januar 2012 (englisch).
4. ↑  Josh Poltilove:  Officials bemoan bumpy Bayshore Boulevard In: Tampa Bay Online, 7. Januar 2012. Abgerufen am 9. Januar 2012 (englisch).
5. ↑  Elizabeth Parker:  Bayshore Boulevard construction project grinds through delays (Memento des Originals vom 7. November 2011 im Internet Archive) In: Tampa Bay Times, 13. September 2011. Abgerufen am 14. Januar 2012 (englisch).
6. ↑  Ashley Jeffery:  Bike lanes coming to Bayshore Boulevard in Tampa (Seite nicht mehr abrufbar. Suche in Webarchiven) In: Bay News 9, 7. April 2011. Abgerufen am 9. Juli 2012 (englisch).
7. ↑  Rich Shopes:  Construction on Tampa’s Bayshore Boulevard set to start (Memento des Originals vom 30. Oktober 2014 im Internet Archive) In: Tampa Bay Times, 1. März 2011. Abgerufen am 15. Januar 2012 (englisch).